# Cantón de Lédignan
El cantón de Lédignan era una división administrativa francesa, que estaba situada en el departamento de Gard y la región de Languedoc-Rosellón.

## Composición
El cantón estaba formado por doce comunas:
- Aigremont
- Boucoiran-et-Nozières
- Cardet
- Cassagnoles
- Domessargues
- Lédignan
- Lézan
- Maruéjols-lès-Gardon
- Massanes
- Mauressargues
- Saint-Bénézet
- Saint-Jean-de-Serres

## Supresión del cantón de Lédignan
En aplicación del Decreto n.º 2014-232 de 24 de febrero de 2014, el cantón de Lédignan fue suprimido el 22 de marzo de 2015 y sus 12 comunas pasaron a formar parte del nuevo cantón de Quissac.